# Història de Castella - la Manxa

Castella - la Manxa

La comunitat de Castella - la Manxa sorgeix com a tal el 15 de novembre de 1978 en constituir-se com a entitat pre-autonòmica. La seva polèmica denominació fou motivada per la falta d'una identitat regional forta, davant dels provincialismes que estaven molt arrelats, motiu pel qual van sorgir dues tendències regionalitzadores: una pretenia la constitució d'una Comunitat Castellana amb uns límits que anaven més enllà del Sistema Central; i l'altre, pretenia la constitució d'una Comunitat Manxega formada per les províncies que comparteixen aquesta gran comarca, que va ser declarada província durant el regnat de Carles III. El seu estatut d'autonomia va ser aprovat el 10 d'agost de 1982. Avui dia podríem definir a Castella - la Manxa com a les terres de l'antiga Corona de Castella situades geogràficament al voltant de la gran comarca de la Manxa, que és el nucli central de la Comunitat.
Històricament, és hereva de la regió de Castella la Nova, que comprenia aproximadament l'actual territori castellà-manxec i la Comunitat de Madrid, província que finalment no va ser inclosa dins de Castella - la Manxa per motius econòmics i demogràfics.(Mapa Històric de Castella la Nova Arxivat 2008-12-05 a Wayback Machine.)

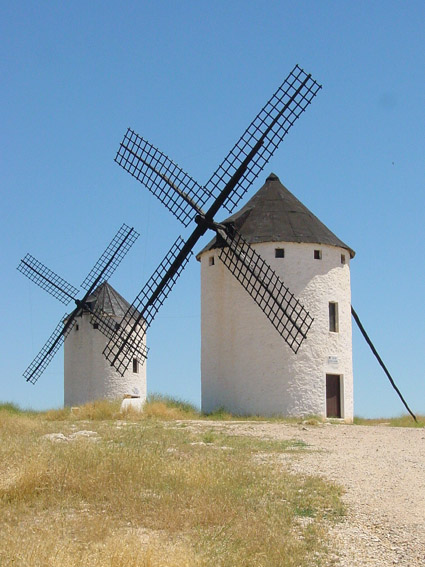
Molins de vent típics de la Manxa al Campo de Criptana.

El 1785, amb l'ordenament territorial de Floridablanca, la regió va quedar dividida en les províncies de Conca, Guadalajara, Madrid, La Manxa i Toledo, mentre les poblacions d'Albacete, Chinchilla, Almansa, Hellín i Yeste, amb les seves respectives comarques, van passar a formar part de la província de Múrcia i del Regne de Múrcia. El 1833 es modifiquen els límits provincials (divisió provincial de Francisco Javier de Burgos), la província de La Manxa és substituïda per la de Ciudad Real tot i que part del seu territori passà també a les províncies de Conca, Toledo i Albacete, província inexistent fins aleshores i que va ser creada amb part dels territoris de les antigues províncies de Conca, La Manxa i Múrcia, i va quedar incorporada administrativament a la Regió de Múrcia fins a la configuració autonòmica actual; tot i que la major part de la mateixa formava part de la comarca manxega, de què el 1869, durant la I República, aquesta província va ser una de les firmants del Pacte Federal Castellà i del Pacte Federal Manxec, i de què el 1924 la seva Diputació va promoure la creació d'una Comunitat Manxega.
Castella la Nova és a la vegada continuació de l'antic Regne de Toledo, que va ser una de les taifes d'Al-àndalus, i que la seva capital fou conquerida per Alfons VI de Castella l'any 1085. El 1177 es varen conquerir les terres de Conca i la resta meridional, formada pel Camp de Calatrava, la Vall d'Alcúdia i l'alfoz d'Alcaraz (Camp de Montiel i Serra d'Alcaraz), seria consolidada durant el regnat d'Alfons VIII; aquestes últimes, després de la batalla de Las Navas de Tolosa, el 1212. Des d'aquell moment la història de Castella - La Manxa és la mateixa que la de la resta del Regne de Castella del qual va passar a formar part.
El 1605 es publicà la primera edició del llibre que faria famosa aquesta terra, Don Quijote de la Mancha, escrit per Miguel de Cervantes.

## Prehistòria i edat antiga

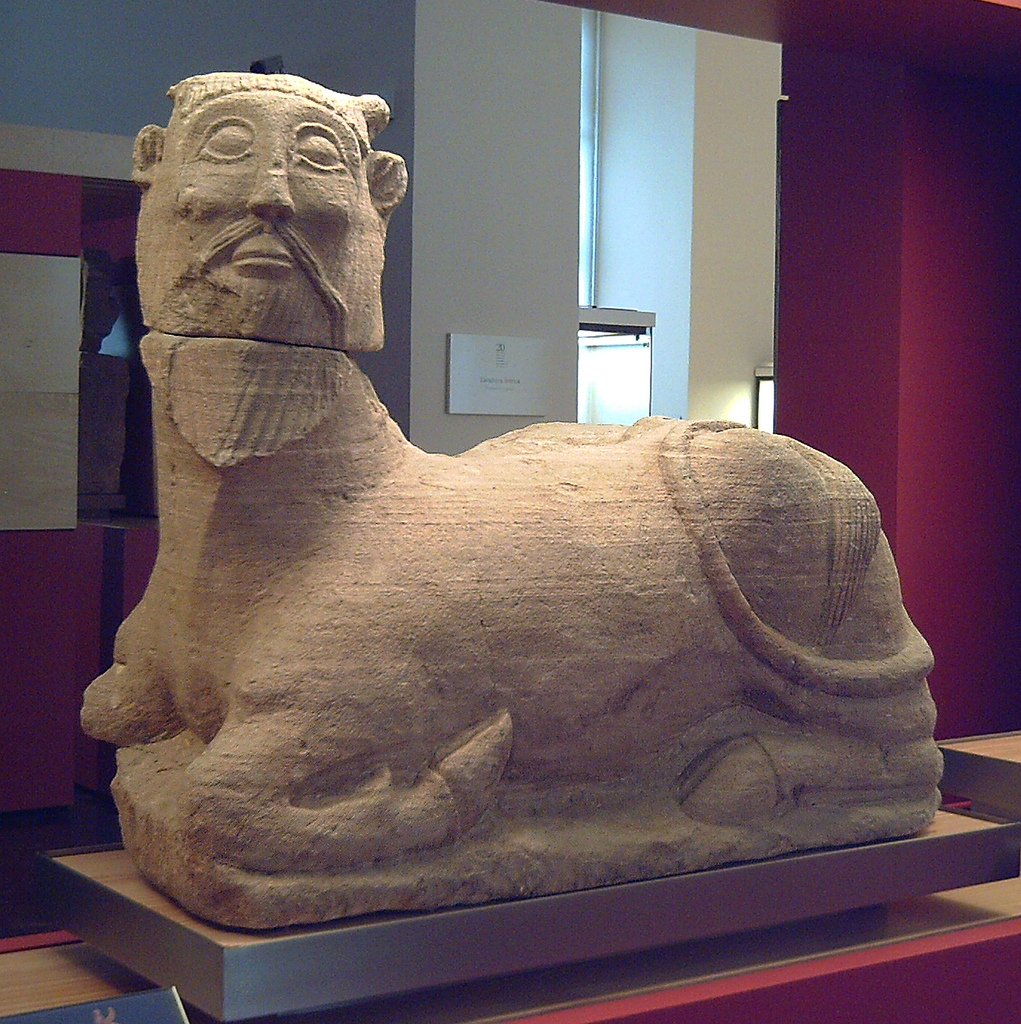
Bicha de Balazote (província d'Albacete) exemple de l'art iber a Castella - la Manxa.

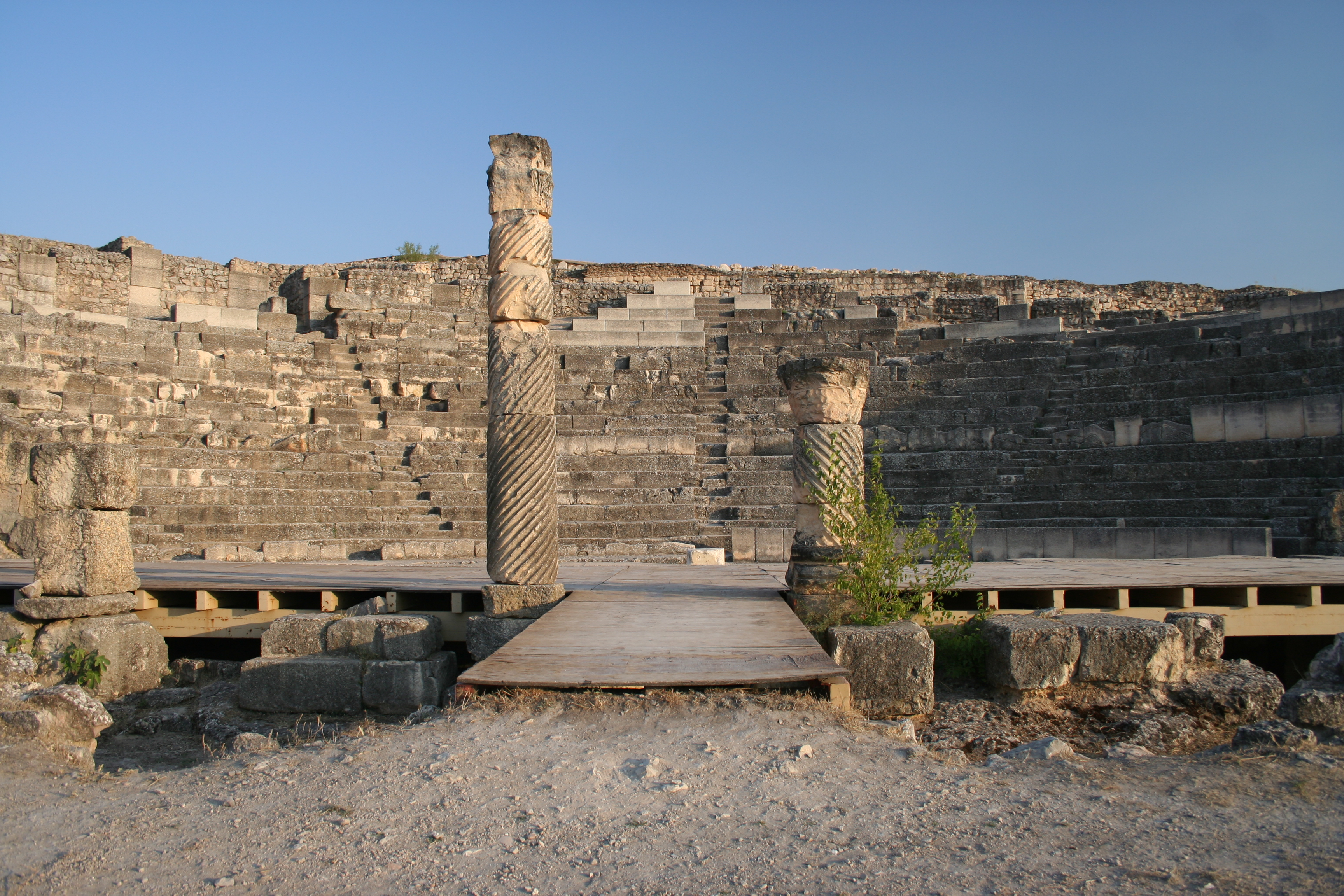
Teatre romà de Segòbriga, a la Província de Conca.

Des dels temps prehistòrics hi ha hagut assentaments humans a la Comunitat, tal com testifiquen nombroses troballes arqueològiques. Entorn del segle iv aC, les cultures ibèrica i celtibèrica estaven ja assentades als territoris que avui conformen Castella-la Manxa, i a la fi del segle ii aC es té constància també d'incursions romanes que van unificar les diferents tribus que habitaven a la península. A la zona que actualment ocupa Castella-la Manxa es té constància d'assentaments carpetans, arevacs, òlcades i oretans. La dominació romana va deixar la seva petjada en els incipients nuclis urbans, en la llengua i en els costums.
La decadència de l'Imperi Romà va propiciar la invasió i l'assentament dels pobles germànics. Un d'ells, els visigots, van triar Toledo com a centre del seu domini. A més, van potenciar les ciutats que durant l'època romana havien gaudit d'esplendor. A Castella-la Manxa a més de Toledo van destacar ciutats com Segontia (Sigüenza, a Guadalajara), Segòbriga i Valèria (Conca), i Oretum Granátula de Calatrava (Ciudad Real). Els visigots van deixar el seu llegat en diverses construccions i en el nom d'algunes localitats.

## Edat mitjana

### Al-àndalus
A partir de l'any 711 els àrabs s'assenten a la península i comença una llarga època de coexistència i superposició de cultures, religions i llengües. Va ser un període florent en l'econòmic i en el cultural. Després del desmembrament del Califat de Còrdova, al començament del segle xi, sorgeixen diversos regnes de Taifes, entre les quals destaca la de Toledo, que controlava un ampli territori que en gran part coincideix amb l'actual territori castellà-manxec.

### Reconquesta i repoblació

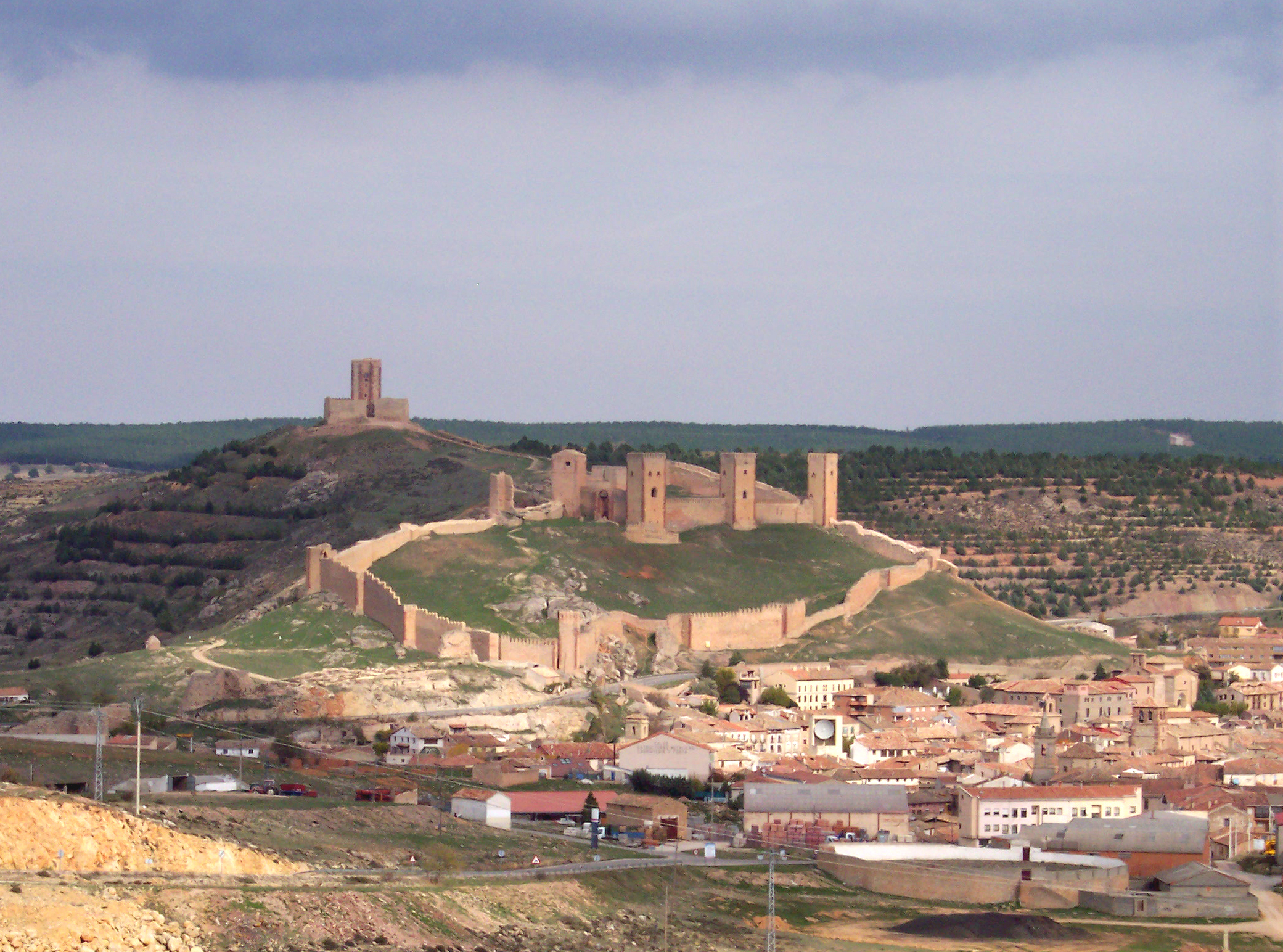
Molina d'Aragó (Guadalajara) va ser presa per Alfons I d'Aragó i Pamplona el 1129. Posteriorment va ser integrada a la Corona de Castella amb Sanç IV de Lleó i Castella. Durant la guerra entre Castella i Aragó de 1356-1369, la ciutat i el seu senyoriu van passar a les mans d'Aragó, i novament el 1375 va ser reconquerida per Pere I de Castella per Castella.

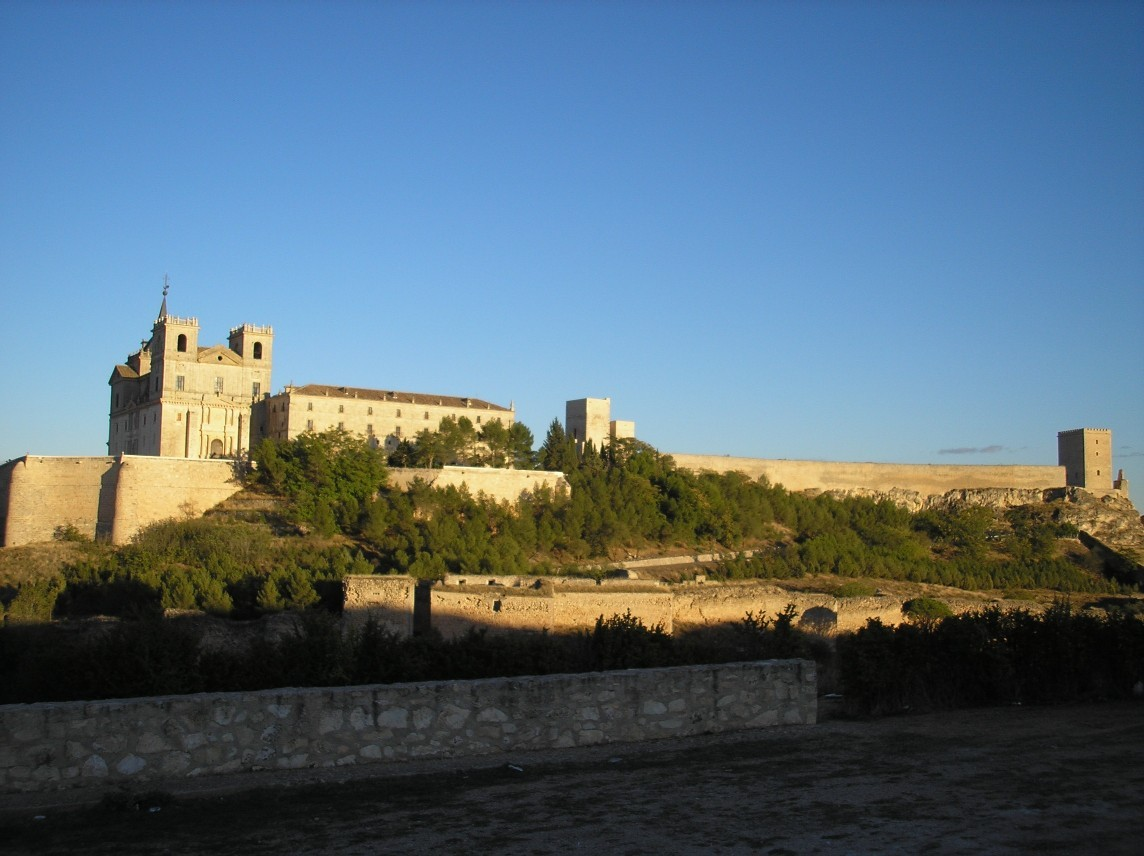
Monestir d'Uclés (Conca), seu de l'Orde de Sant Jaume.

La debilitat política dels regnes de taifes els va fer vulnerables davant els regnes cristians que van avançar progressivament des del nord i van conquerir les principals places i territoris sota poder musulmà de la Comunitat. Yahya ibn Ismaïl al-Mamun, rei de la taifa de Toledo, va cedir Guadalajara i altres llocs propers a Alfons VI de Lleó entorn de l'any 1072, i el 1085 després d'una sèrie de pactes entraria a la ciutat de Toledo.
Va caldre esperar fins al 1177 perquè un altre rei castellà prengués una ciutat important de la regió. Al setembre d'aquest any Alfons VIII conqueriria Conca i estendria el seu poder per tota la zona de La Manxa, endinsant-se a l'actual Província d'Albacete i apoderant-se de fortaleses com la d'Alcaraz l'any 1213. Va ser el 1255 quan Alfons el Savi va fundar Vila Real, posteriorment anomenada Ciudad Real. Nombrosos castells, torrasses i fortaleses recorden el caràcter fronterer durant l'època medieval de Castella-la Manxa.
En aquest procés militar i repoblador, la Corona va comptar amb la inestimable ajuda dels ordes militars, als quals, en paga dels seus serveis, els reis atorguen extenses terres en qualitat de senyorius. A Castella-la Manxa participen de forma activa els ordes de Calatrava, Sant Joan, Sant Jaume i Alcántara. El procés repoblador va portar l'arribada al territori castellà-manxec de nous pobladors, especialment de castellans i francs procedents de França, Itàlia i Anglaterra.
Des d'aquest moment la història de Castella-la Manxa es fon amb la de la resta del Regne de Castella, del qual passa a formar-ne part.

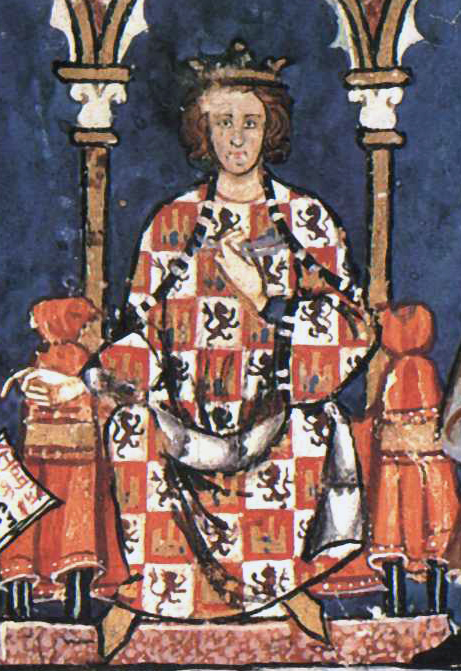
Alfons X de Castella
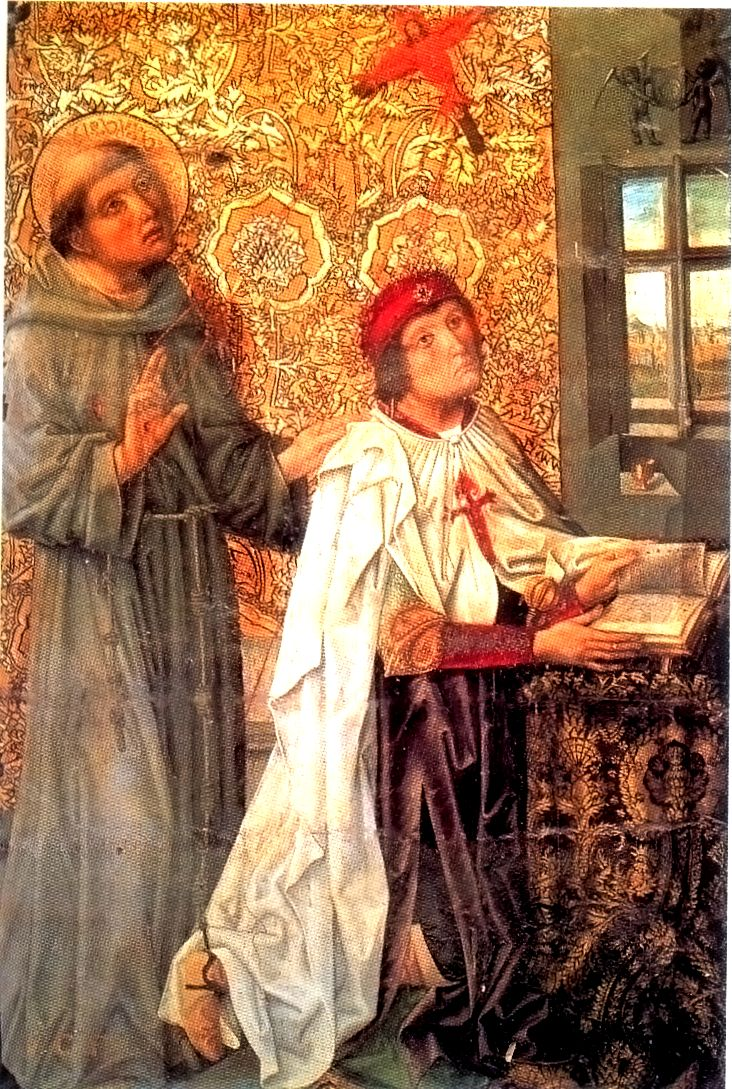
Álvaro de Luna
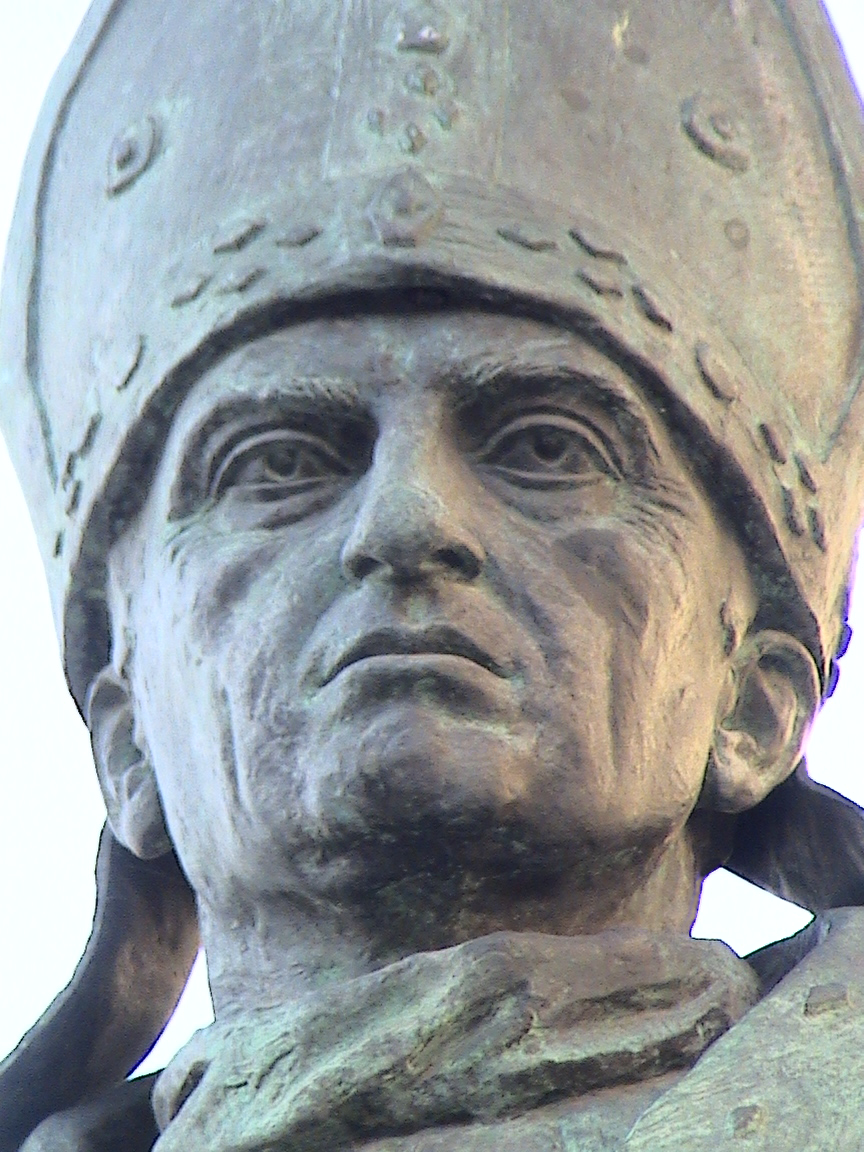
Alfonso Carrillo de Acuña
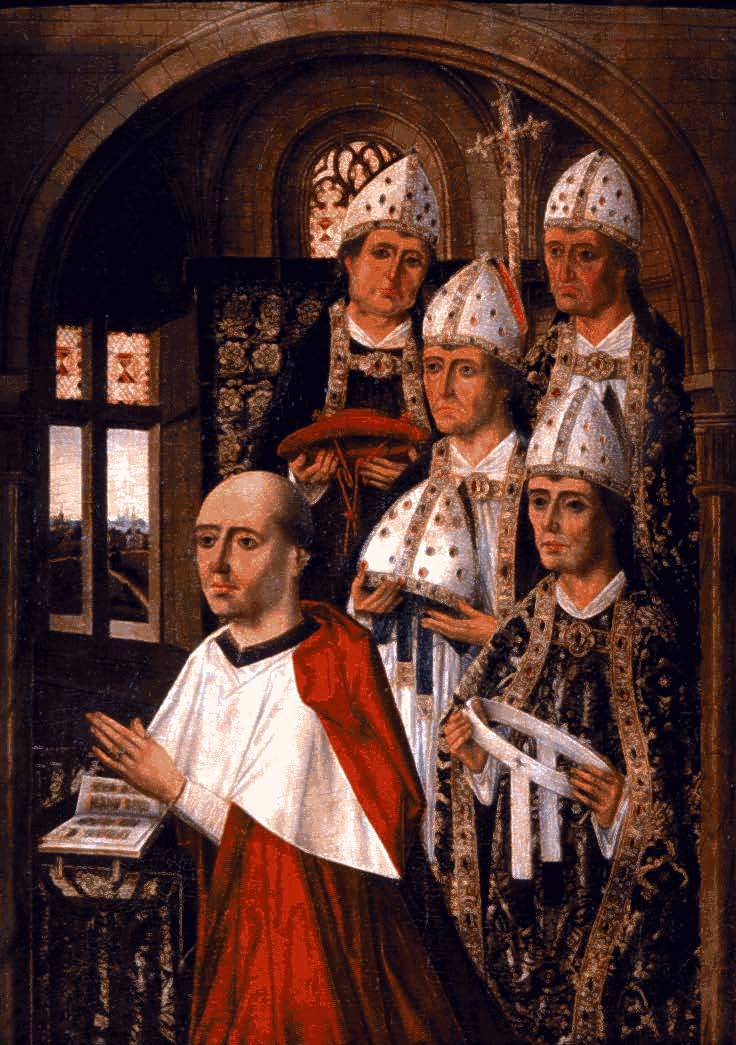
Cardenal Mendoza

## Edat moderna

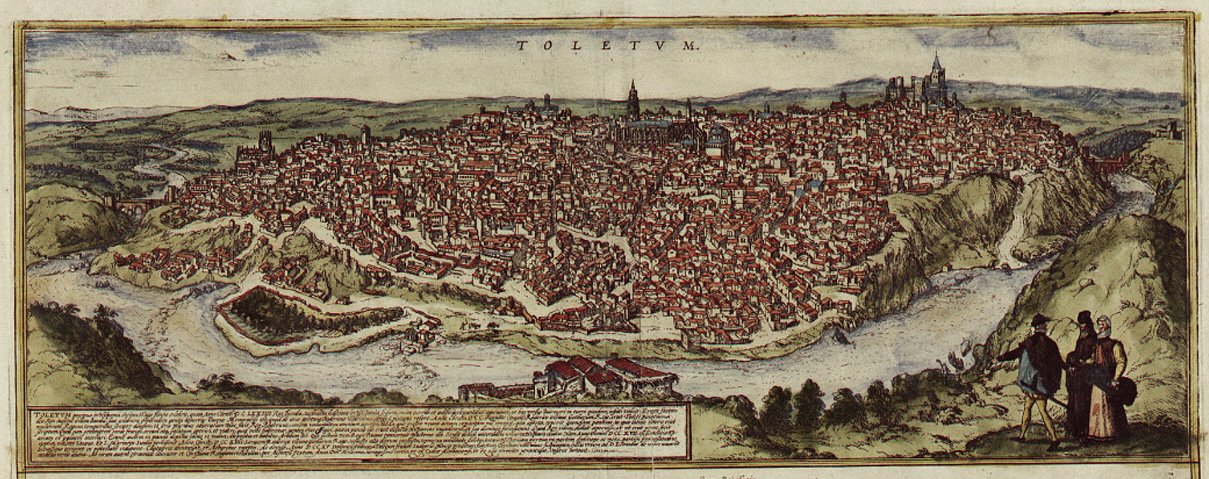
Fins a l'any 1561 Toledo va ser la capital del Regne de Castella. A la imatge gravat de l'època dels alemanys Georg Braun (cartògraf) i Frans Hogenberg (pintor i gravador).

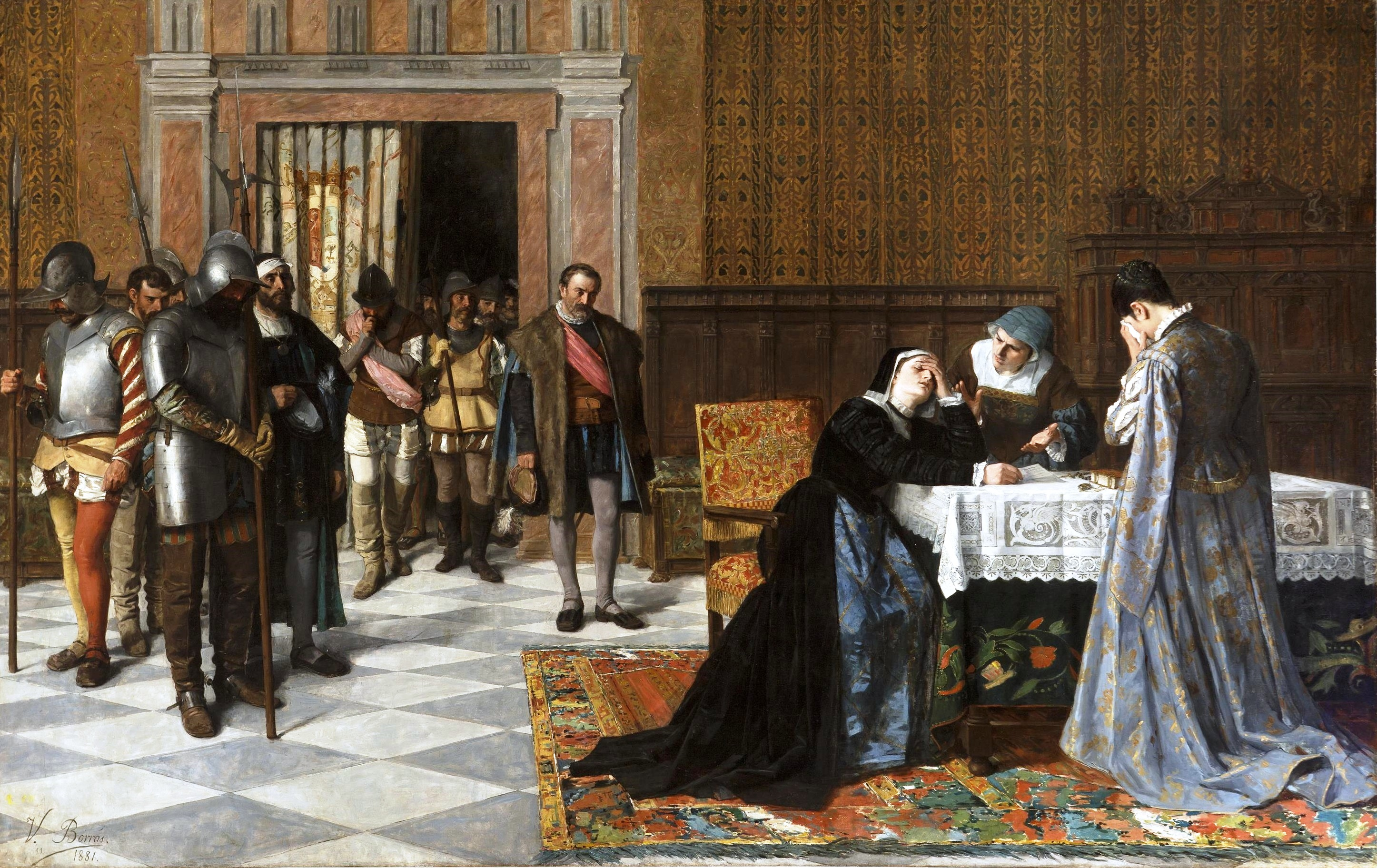
María Pacheco rebent la notícia de la mort del seu marit a la Guerra de les Comunitats de Castella. Oli del.

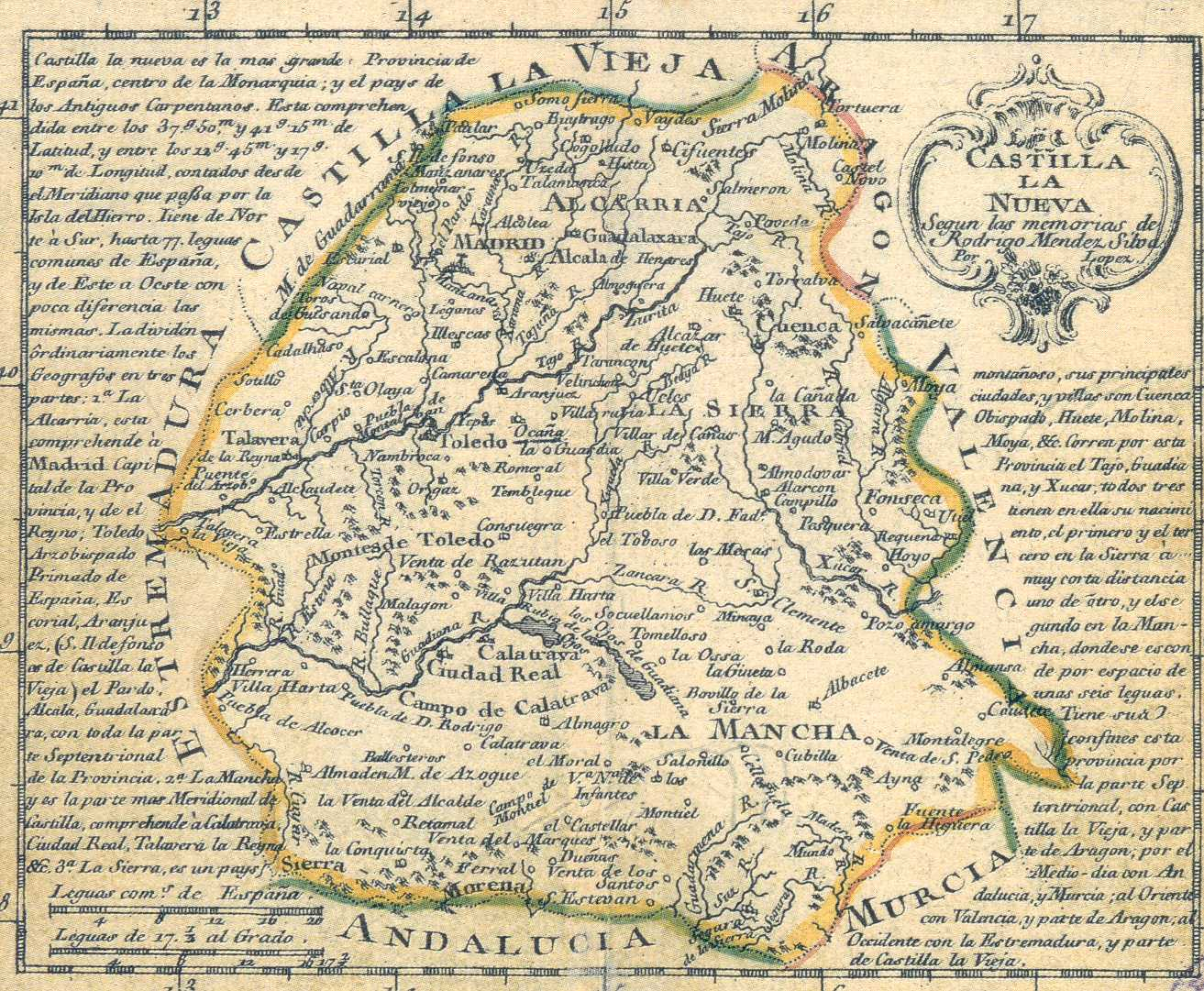
Mapa de Castella la Nova de 1785 on apareixen dins d'aquesta regió les actuals províncies castellanomanxegues.

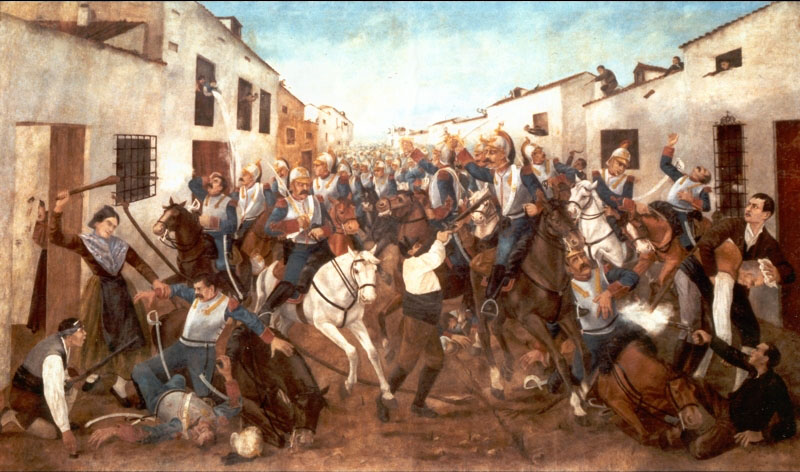
El 6 de Juny de 1808 la població de Valdepeñas (Ciudad Real) es va alçar en armes contra les tropes napoleòniques.

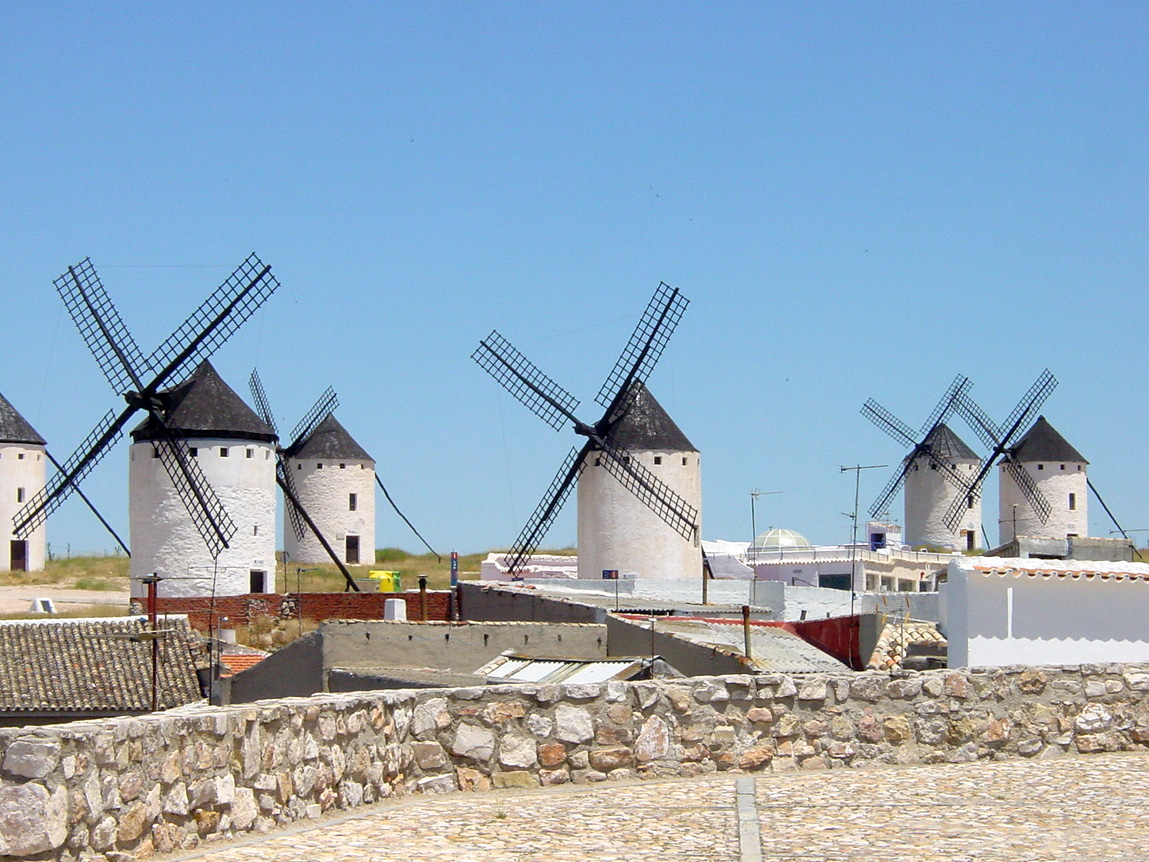
Molins de vent típics de La Manxa al Campo de Criptana (Ciudad Real).

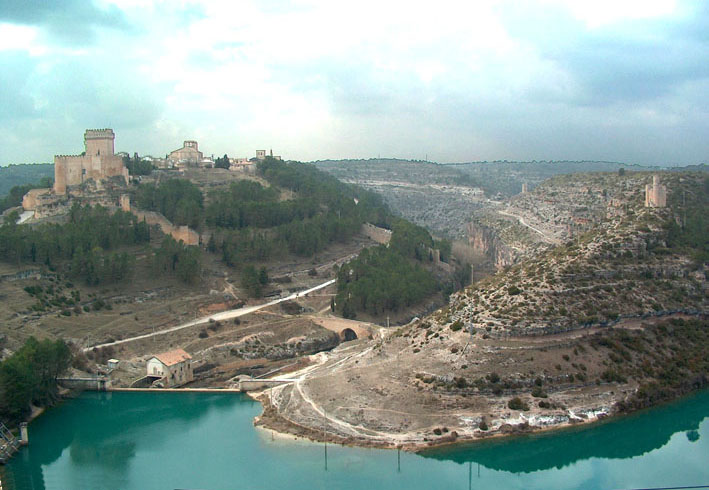
Alarcón (Conca) on s'aprova el Projecte d'Estatut d'Autonomia de Castella-la Manxa a la fi de 1981.

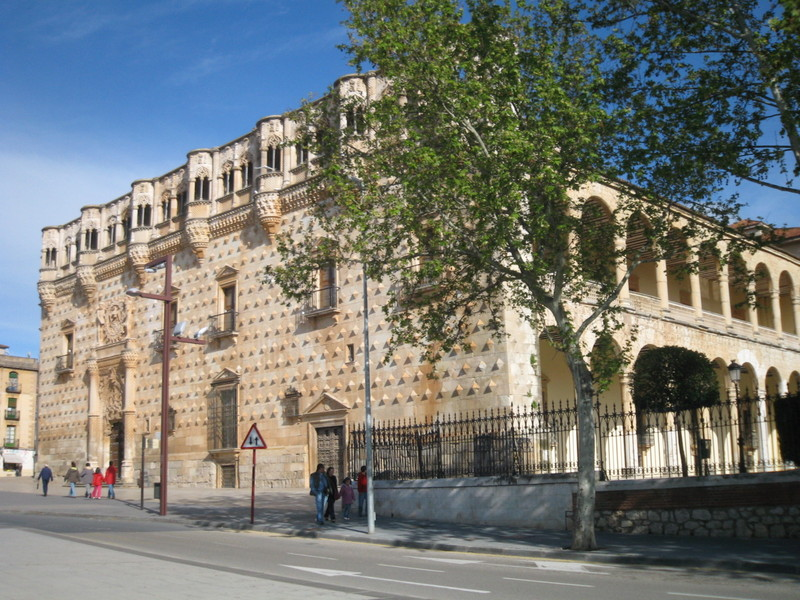
Palacio del Infantado de Guadalajara

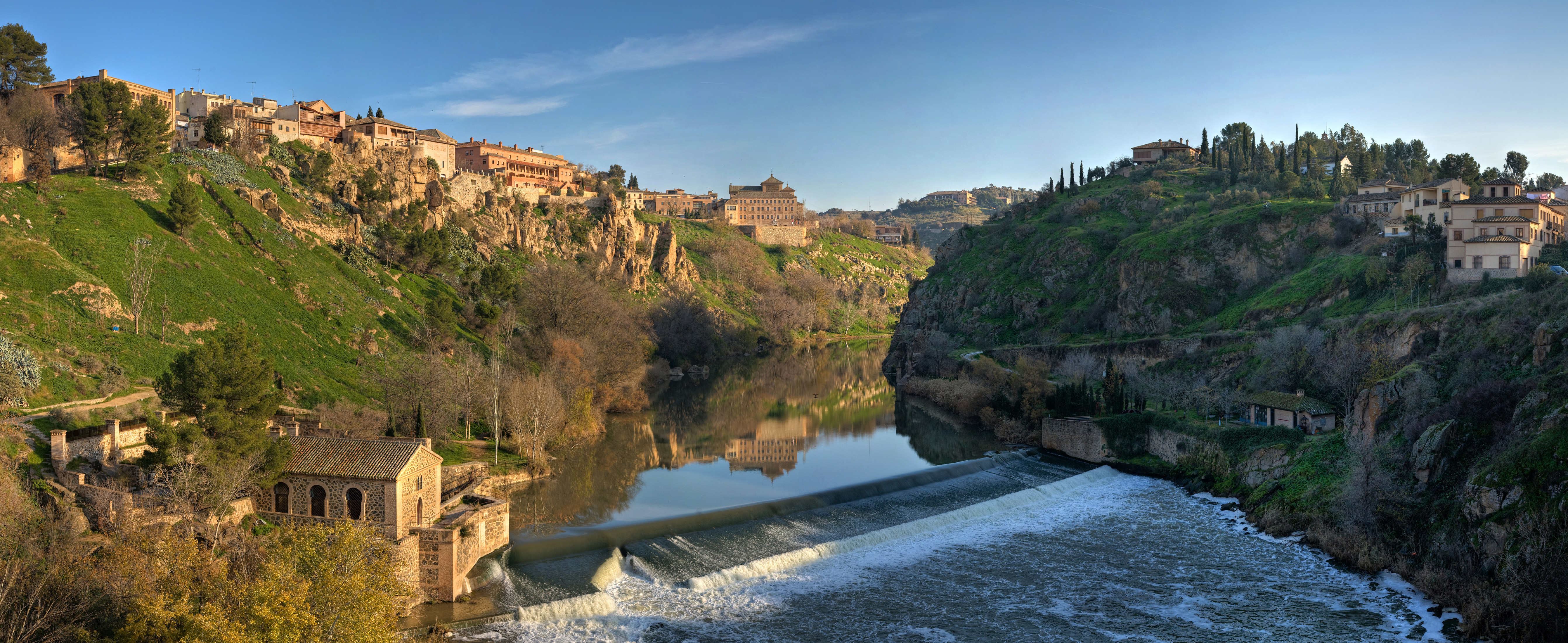
En el centre de la imatge (fons), edifici de San Gil de Toledo, seu de les Corts de Castella-la Manxa.

Als segles XIV i XV es van produir a la Corona de Castella freqüents enfrontaments entre els nobles i el rei. La monarquia era reconeguda com el centre polític i administratiu, i la noblesa consolidaria les seves conquestes econòmiques i socials mitjançant el reforçament del règim senyorial feudal, sistema que es reforçaria durant el regnat dels reis catòlics.
L'episodi de la Guerra de les Comunitats de Castella, en ple segle xvi, va tenir una àmplia repercussió a Castella-la Manxa, i va significar un inicial aixecament de la noblesa contra un rei, Carles I, i una autèntica revolta camperola. La virulència dels fets va motivar la progressiva unió dels senyors al costat del monarca per aixafar la revolta popular, la qual cosa va desencadenar una progressiva decadència de Castella.
En aquest segle es produeix un important increment tant de població com de producció agrícola a Castella-la Manxa que afavoriran la fundació de ciutats i viles, però aquests avanços es tornaran en decadència al segle xvii, a conseqüència de les epidèmies de pesta, les fams i les emigracions a altres zones, encara que el declivi començarà l'any 1561 amb el trasllat de la capital del regne de Toledo a Madrid.
Al segle xviii va començar un nou auge demogràfic que estendrà el cultiu del blat i especialment de les vinyes. En el terreny industrial es van dur a terme una sèrie de realitzacions dirigides pel reformisme borbònic que no van tenir els resultats esperats. En aquest sentit, destaquen la fàbrica d'armes blanques de Toledo, les manufactures de seda de Talavera de la Reina o les de draps a Guadalajara o Brihuega, a més dels centres que venien funcionant a Toledo i Conca, que van patir un descens vertiginós al llarg d'aquest segle.
El 1785, amb l'ordenament territorial de Floridablanca, Castella-la Manxa va quedar dividida en les províncies de Conca, Guadalajara, La Manxa i Toledo.

## Edat contemporània

### Revolució liberal
L'Arribada de les tropes napoleòniques va tenir diversos efectes sobre la societat de l'època. El 1808 s'inicia un procés de revolució i alliberament, culminant aquesta amb l'expulsió de les tropes franceses i la restauració en el tron de Ferran VII. No obstant això, la revolució liberal s'estendrà, amb alternatives variades, fins al final de la I República el 1874.
Si durant el segle xviii la zona que avui ocupa Castella-la Manxa estava dividida en quatre províncies, en el primer terç del segle xix va haver-hi altres intents de divisió, com el de Josep I Bonaparte (prefectures el 1810), la divisió provincial de 1812 i 1822, que no van tenir repercussions pràctiques.
El 1833, amb la divisió provincial de Francisco Javier de Burgos, es van modificar els límits provincials, la major part de la província de La Manxa va ser substituïda per la de Província de Ciudad Real, encara que part del seu territori va passar a les províncies de Conca, Toledo i a la recentment creada d'Albacete, que substituïa a la Província de Chinchilla, i que va quedar conformada amb part dels territoris de les antigues províncies de Conca, La Manxa i Múrcia.
Durant el sexenni revolucionari (1868-1874) van existir a Castella-la Manxa grups federalistes, prova d'això és la publicació de diversos periòdics d'ideologia republicana-federalista com "El Cantón Manchego" d'Albacete (1870), "La Vanguardia" (1869) de Conca, "La Voz de la Alcarria" de Guadalajara o "El Federal Toledano" i "El Cantón Toledano" (1873) editats a Toledo, encara que de menor calat que en altres zones del país.

### La Restauració
Després de la caiguda de la I República i la restauració borbònica en la figura d'Alfons XII, es va aprovar la Constitució de 1876. El sistema polític que es va establir va ser bipartidista entre el Partit Liberal-Conservador i el Partit Liberal-Fusionista. Això va permetre superar el sistema de partit únic que havia abocat a una falta de legitimitat democràtica a Isabel II i al seu posterior derrocament. El nou panorama va permetre una major estabilitat, però l'encotillament del sistema a la llarga, amb una alternança política fictícia, va causar greus problemes que van desembocar en la corrupció política, la base de la qual estava en el denominat caciquisme, molt estès a Castella-la Manxa.

### Segle XX
En relació amb la divisió administrativa, el decret de Mancomunitats de 1913 Va portar un renéixer dels regionalismes. A partir d'aquesta època les minories sensibilitzades amb el regionalisme dins de la zona actual de Castella-la Manxa es dividien entre els partidaris d'una Castella formada per les províncies castellanes del nord i del sud del Sistema Central, i d'altra banda els partidaris de La Manxa i la seva zona d'influència, que van arribar a crear el Centre Regional Manxec (1906) en el si del qual es constituiria el 1918 la Joventut Central Manxega que defensaria aquest ideal regional manxec. Els joves d'aquest organisme sol·licitaven la creació d'una Mancomunitat Manxega composta per les províncies d'Albacete, Ciudad Real, Conca, i Toledo.
Les successives crisis de la Monarquia, l'etapa de la dictadura de Primo de Rivera, i l'adveniment de la Segona República Espanyola es van viure a Castella-la Manxa amb similar intensitat a la de la resta d'Espanya. Durant la Guerra Civil, el territori castellanomanxec va ser escenari de cruentes batalles (presa de l'Alcàsser de Toledo, Batalla de Guadalajara, presència de les Brigades Internacionals a Albacete, etc.).
Les dècades que van seguir la Guerra Civil van estar marcades per la massiva emigració de castellanomanxecs, tant a les zones més industrialitzades d'Espanya, com a l'estranger. Entre els anys 1950 i 1960, més de mig milió de persones van emigrar de la Comunitat.

### Transició i autonomia
La promulgació de la Constitució Espanyola de 1978, amb la creació de l'Estat de les Autonomies, és el punt de partida per a una nova època. L'autogovern ha suposat per a Castella-la Manxa l'adquisició d'identitat, l'assumpció de noves competències i la transformació del territori.

### Etapa pre-autonòmica
Tot i que anteriorment ja s'havia assistit a diversos intents de crear ens més o menys coincidents amb el que fet i fet seria Castella-la Manxa, les majors fites i contactes es van produir durant la transició.
Ja el 1977 es reuneixen a Conca els diputats de les cinc províncies que integrarien Castella-la Manxa, i acorden reivindicar el reconeixement efectiu de la regió sobre la base de la identitat i la problemàtica socioeconòmica que compartien aquests territoris.
El gener de 1978 té lloc en el Palau de Fuensalida de Toledo la reunió de parlamentaris d'UCD, PSOE i AP (principals grups polítics del moment), per constituir l'Assemblea de Parlamentaris, encarregada de dur a terme els primers treballs i debats conduents a la configuració de Castella-la Manxa com a Comunitat Autònoma. El primer pas va ser la constitució de l'Ens Preautonòmic que tindrà lloc a la fi d'aquest any a l'Església de San Agustín d'Almagro (Ciudad Real), nomenant Antonio Fernández-Galiano (UCD) com a primer President de la preautonomia.